# Bob Fernandes
Roberto Fernandes de Souza, mais conhecido como Bob Fernandes (Barretos, 18 de maio de 1955) é um jornalista brasileiro. De pais baianos, é "Cidadão Baiano", título outorgado pela Assembleia Legislativa, e um "baiano naturalizado". Formou-se em jornalismo em Salvador, na Universidade Federal da Bahia, Faculdade de Comunicação e Biblioteconomia. Mora em São Paulo, sobretudo por força de sua atividade profissional, mas viaja frequentemente à Bahia onde reside grande parte das famílias materna e paterna. 

## Atividades jornalísticas
Bob Fernandes trabalhou entre 1978 e 1979, como repórter, na Rádio Jornal do Brasil. Entre 1979 e 1982, cobriu a Bahia e Sergipe como repórter da sucursal da revista Veja, e escreveria colunas para o jornal Tribuna da Bahia  quando, já em Brasília, trabalhava no Jornal do Brasil. Entre maio de 1983 e fevereiro de 1986 foi repórter do Jornal do Brasil, em Brasília, onde foi escalado para cobrir a campanha de Tancredo Neves à presidência da República, via Colégio Eleitoral, em 1984. Em 1986, foi subeditor da revista Status, em São Paulo, onde também escreviam Wagner Carelli, Osmar Freitas Júnior, Paulo Francis (de Nova York), José Saramago, Fernando Paiva e  Barbara Gancia.
Em 1988, foi repórter da Folha de S. Paulo, na sucursal de Brasília. Entre abril de 1989 e dezembro de 1991 foi diretor da sucursal da revista ISTOÉ, em Brasília, tornando-se correspondente dessa revista nos Estados Unidos, em 1992 e 1993, onde cobriu a eleição presidencial em que concorreram o democrata Bill Clinton, o republicano George Bush e o candidato independente Ross Perot. Em 1992, viajou à África para cobrir guerras da Somália e de Angola. 
Retornando ao Brasil, foi repórter especial da Folha de S. Paulo, até se tornar um dos fundadores da revista CartaCapital, em 1994. Foi editor de CartaCapital por dois anos e seu Redator Chefe por oito anos tendo saído dessa revista em dezembro de 2004. Em 1997, como comentarista fez o programa de televisão São Paulo/Brasil, nos canais GNT e TV Cultura, juntamente com Roberto Muylaert e Barbara Gancia. Foi Diretor da revista eletrônica Terra Magazine, no Brasil, de 2006 até novembro de 2014.
Em 2010, comandou para o portal Terra a cobertura da eleição presidencial e das eleições estaduais por todo o país. Entre 2011 e 2014, foi também comentarista da Rádio Metrópole, de Salvador. Até novembro de 2018, por 7 anos foi comentarista de política no Jornal da Gazeta, da TV Gazeta de São Paulo. Mantém a página "Bob Fernandes" e o perfil "Bob Fernandes" no Facebook, e o Twitter Bob Fernandes. Em fevereiro de 2019, estreou seu canal no YouTube.[carece de fontes?]

## Principais coberturas
Bob Fernandes é o autor de mais de 150 artigos de capa em revistas tais como CartaCapital e ISTOÉ.
Cobriu nove campanhas presidenciais no Brasil, a campanha Clinton, Bush e Perot, além da posse de Barack Obama, nos Estados Unidos. Também cobriu as eleições de 1992 em Angola, o referendo na Venezuela em 2004, a reeleição de Hugo Chavez e o golpe de Estado e o contragolpe na Venezuela, em Abril de 2002. Como repórter, acompanhou dezenas de eleições estaduais e municipais. Dentre essas, cobriu a eleição estadual de 1986 na Bahia pelo Jornal do Brasil, a eleição municipal de 1988, em Salvador pela Folha de S. Paulo.
Como jornalista esportivo, escrevendo crônicas, cobriu todas as Copas do Mundo de Futebol da FIFA, de 1994 até 2014 (à exceção de 2002) as Olimpíadas de Pequim, Londres e Rio de Janeiro, as Copas das Confederações da África do Sul e do Brasil e a Copa América na Venezuela. Como correspondente de guerra esteve em Angola, em 1992, e no mesmo ano cobriu a Guerra da Somália. Na revista Carta Capital, foi autor de mais de 100 reportagens de capa, entre elas uma série de oito capas sobre a presença e atuação da CIA, do FBI, da DEA e demais agências de espionagem dos EUA no Brasil. Ainda na Carta Capital, fez outras três reportagens de capa sobre a tentativa de libertação, por parte do serviço secreto da França, da ex-senadora Ingrid Betancourt, na Amazônia brasileira. À época Ingrid era prisioneira das FARC.
Bob Fernandes é autor do livro Bora Bahêeea, A História do Bahia contada por quem a viveu, de 2003 (Ediouro), e coautor de O complô que elegeu Tancredo, de 1985.
É autor de uma série de reportagens sobre a prisão do banqueiro Daniel Dantas, do banco Opportunity, publicada na revista eletrônica Terra Magazine, entre os dias 8 e 18 de julho de 2008 (com a colaboração de Claudio Leal, Daniel Milazzo, Raphael Prado e Samuel Possebon).